# Рыболовство в Эфиопии
Рыболовство Эфиопии полностью пресноводное, поскольку у страны нет морской береговой линии.

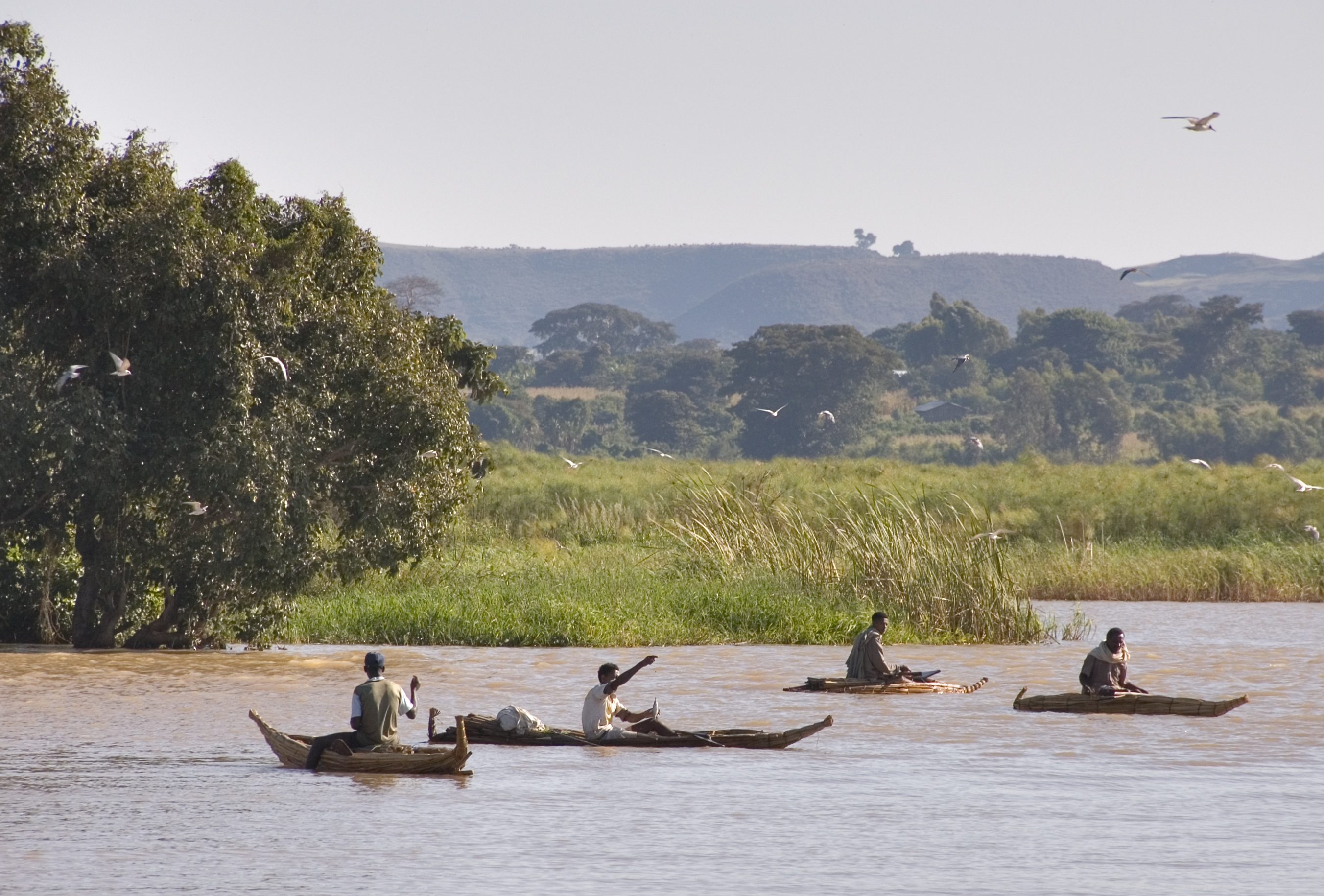
Рыбаки на озере Тана

Рыбная продукция популярна в окрестностях озер Великой рифтовой долины. За пределами этих районов потребление рыбы невелико. Это объясняется тем, что из-за религиозных соображений спрос на рыбу носит только сезонный характер. Так, во время Великого поста, христиане, воздерживающиеся от употребления в пищу мяса, молока и яиц, употребляют в пищу рыбу.
Однако, в новых планах по развития сельского хозяйства (2001–2005 годы) был поставлен ряд задач по развитию рыболовства в стране. Так, были составлены федеральные законы и законы штатов о коммерческом рыболовстве. До 2002 - 2003 гг. их не существовало, что приводило к локальному чрезмерному вылову рыбы. Некоторые виды рыб уже пострадали от чрезмерной эксплуатации, в том числе нильский окунь в озере Чамо и тиляпия в озерах Ауаса и Звай .
Самый крупный промысел располагается на озере Тана, самом большом озере страны.